# 金元雄
金 元雄（キム・ウォヌン、1944年3月31日 - 2022年10月30日）は、韓国の政治活動家、元政治家。元光復会会長。第14・16・17代国会議員。
本貫は義城金氏。中国重慶出身。

## 人物
ソウル大学校政治学学士、国立政治大学政治学修士、ミズーリ大学コロンビア大学院履修。元漢陽大学校客員教授、大田大学校・忠南大学校兼任教授。
韓国左派であり、基本政治姿勢・思想は親北・反日・反韓国右派・反米である。
軍事政権時代は共和党（朴正煕与党）・民主正義党（全斗煥与党）に属していた。
2021年6月、母親の実姉の全月順の名前を自身の母親全月善の偽名とした上、全月順の独立運動の経歴を全月善の経歴と捏造した資料を1990年に提出し、国からの補償金を不正に受領していたことが判明した。また、母親が1940年の創氏改名の時に「江本島次」という名前に改名し、父親金根洙の独立運動の経歴は確認できないという疑惑もあった。ただし、2021年7月、国家報勲処側は調査を経て、2人の独立有功者の資格を維持した。
2022年2月、国会議事堂内に光復会が運営しているカフェの収益を横領した疑惑により、「管理監督の不行届」として光復会長を辞任した。

## 主張
- 共和党所属時代に、党の支援を得て台湾に留学したが、帰国後に周りに「蔣経国総統と養子関係を結んだ」と話した[8]。
- 著書で金九を両親の仲人として描写し、周りに金九が両親の結婚式の司会者だと主張した[8]。
- 2006年に開城工業団地の問題に関して「もし第2次世界大戦が起こらなければ、韓国は分断することをなかったし、 韓国が分断しなければ、あえて開城工業団地を創設する必要もなかった」とし米国にも朝鮮半島分断の一定の責任があると発言した。
- 2007年3月に、親日反民族行為者の国立墓地埋葬を制限する内容の改正案を発議した。この改正案では、日帝強占下反民族行為真相糾明に関する特別法により「親日反民族行為者」であるとみなされた者は、国立墓地に埋葬できない。 また、既に国立墓地に埋葬されている親日反民族行為者についても遺族に対し移葬を要求し、これに従わない場合には行政代執行を可能にするとしている。
- 2020年8月15日、光復会会長の立場で再び国立ソウル顕忠院に埋葬された親日派の改葬（破墓）論を提起、韓国内に議論を引き起こした[11]。
- 2020年、「李承晩は親日派と結託した、安益泰は民族反逆者、白善燁元将軍は死刑相当」など過去の功労者への批判を行った[12]。

## 略歴
本人サイト及び大韓民国憲政会、中央選挙管理委員会歴代選挙データベース等を元に作成。
- 1944年 - 中国の重慶（朝鮮独立運動の臨時政府の所在地）生まれ。
- 1965年 - 日韓会談反対運動を主導した罪で投獄。
- 1974年 - ソウル大政治学科卒。
- 1986年 - ソーシャルポリティクス研究所で無料法律相談実施。
- 1990年 - 民主党結成に参加。
- 1992年3月 - 第14代総選挙。大田直轄市大徳区より出馬、当選（民主党）。教育委員会幹事、運営委員会幹事、予算決算委員会委員等を務める。
- 1996年4月 - 第15代総選挙。大田広域市大徳区より出馬、落選（民主党）
- 2000年4月 - 第16代総選挙。大田広域市大徳区より出馬、当選（ハンナラ党）。環境労働委員会、予算決算特別委員会委員。
- 2002年11月24日 - ハンナラ党を脱党。
- 2002年12月10日 - 柳時敏と共に改革国民政党（改革党）を結成。
- 2003年11月 - ウリ党に合流[13]。
- 2004年4月 - 第17代総選挙。大田広域市大徳区より出馬、当選（ウリ党）。倫理特別委員会委員長（前半期）、統一外交通商委員会委員。
- 2007年 - 12月に行われる大統領選挙に出馬宣言。
- 2008年4月 - 第18代総選挙。大田広域市大徳区より出馬、落選（民主党）
- 2010年6月 - 第5回全国同時地方選挙。大田広域市長選挙に野党単一候補として出馬、落選。
- 2019年6月1日 - 朴維徹の後任として光復会会長に就任。
- 2022年2月 - 光復会会長辞任。
- 2022年10月30日 - 癌闘病中であったが死去した[14]。78歳没。

## 役職歴
- 民族平和祝典組織委員長 (2003)
- 国会倫理特別委員長
- 統一外交通商委員会委員
- 民族平和祝典組織委員会委員長